# Skibsmægler
En skibsmægler er en person, der udfører ind- og udklarering af skibe. Han varetager formaliteterne over for toldmyndigheder og havnevæsenet. Og fungerer som rederens repræsentant på stedet.